# زفيزف لوطسي
زفيزف لوطسي أو الزفزوف أو السدرة    (الاسم العلمي: Ziziphus lotus) هو نوع من النباتات يتبع جنس الزفيزف من الفصيلة السدرية.